# 嘉迪納·敏斯
嘉迪納·敏斯（Gardiner Coit Means，1896年6月8日—1988年2月15日），是美国经济学家。曾在哈佛大学工作，結識了律师兼外交官的阿道夫‧伯利。兩人共同撰写公司治理領域的重要作品《現代公司與私有財產》（The Modern Corporation and Private Property）。新政期间，担任小罗斯福和亨利 A.华莱士的经济顾问。